# 中国人民解放军国防科技大学外国语学院
中国人民解放军国防科技大学外国语学院，位于江苏省南京市雨花台区、苏州市昆山市和云南省昆明市五华区，副军级军事单位，隶属于中国人民解放军国防科技大学，是中国人民解放军专门从事外语教学、国际关系学、国别区域学以及军事情报学研究的院校。

## 沿革
中国人民解放军国防科技大学外国语学院由原国防科技大学国际关系学院（校区主体位于南京）、和原战略支援部队信息工程大学外国语学院（位于洛阳）合并组建，2024年9月校址全部搬迁至南京，同时原战略支援部队信息工程大学外训大队改建为国防科技大学外国语学院昆山校区。

### 中华人民共和国成立之前学院概况（1928年至1949年）
根据国防科技大学外国语学院官方说法，该校历史最早可追溯于1928年成立的中央特科情报科。后来至1931年1月28日，红一方面军总司令朱德、总政治委员毛泽东签发命令，红一方面军总部在原中央特科部分技术人员基础上创办“无线电训练班”。1931年2月，“无线电训练班”在江西省宁都县小布村正式成立并开课。1932年1月，“无线电训练班”更名“中央革命军事委员会无线电学校”，下设报务、机务两个专业，驻江西省瑞金县洋溪，是中国共产党所创建的第一所工程技术学校。
1933年3月更名“中国工农红军通信学校”，并在报务、机务两个专业外，增设电话、司号旗语班。1934年10月中国工农红军通信学校随红一方面军开始长征，这时已经办到第11期。长征途中，学校被编为“军委通信团通信教导大队”，但保留学校建制，并利用战斗间隙继续教学。1935年6月，红一方面军和红四方面军在懋功会师后，与红四方面军无线电训练班合编为中国工农红军总司令部通信学校。 
西北工委无线电训练班是1935年7月在延川县永坪镇建立的，负责人吴泽光原在延长油矿电报局任局长。红二十六军攻占延长时，吴泽光参加了红军，在西北工委领导下办起了无线电训练班。中央红军时，该训练班已招收了3期学员，1935年7月第1期学员4人：李洁奎、王精锐、张振文、景生智。第2期学员9人都来自红二十五军：萧永昌、杨发科（杨杰）、徐思铎、彭绍坤、张福庭、宋润华、潘合晏、陈生贵、廖肇全（廖辉）。第3期开学时，中央红军长征正好抵达陕北，所以有陕北学员薛希仁、马鹤鸣和刘克东等，红一方面军调来的学员刘长生、肖贤法、王兴、胡平山、温凤山、俞占鳌、邱世淮、孙道会、吴德山、姚士禄、赖观水、吴豫彬、温储金、罗木清、梁茂成等。第4期于1936年3月开学，同年6月毕业。第5期1936年9月1日毕业离校。
中央军委直属的通信教导大队与西北军委无线电报务训练班合并为“军委通信学校”，驻保安县。校长吴泽光，政委曾三/魏宏亮/张振球等。1936年12月会宁会师后，与“中国工农红军总司令部通信学校”合并为“中革军委通信学校”，驻瓦窑堡，1937年8月迁入陕西延安，在川口、盐店子长期办学，通称“延安通校”。在延安办学12年，培养了17期学员近千名。从1937年底11期起，学生的来源主要是在抗大、陕公和职工学校学习过的青年知识分子和青年工人。1938年5月，第12期开学，学员61人，6个月后毕业。
1939年中，红军西路军突围到新疆的余部在迪化办的无线电训练班完成两期培训后，师生大部分调回延安并入。1941年下半年，抽调了十五六位老红军通信干部，有黎东汉、龙振彪、徐明德、田宝洪、严成钦、江涛、刘泮林、何祥昆、孙勇、冯云卿、徐定选、邓国军等人，办了一个干训班，培训的主要内容是文化基础和电学基本知识、机务技术。1942年春更名“中央军委电讯工程专门学校”，简称“电专”、“电信工专”。但长期还是叫通校。驻延川，吴泽光去中央党校学习，王诤兼任校长，程明升任教育长。学校政治协理员邓典桃。又调来刘洪涛当政委。1944年4月，无线电工程课讲完，林迈可回国。1944年，创建中央军委气象队。1944年吴泽光同志又调回来当校长，程明升调回材料厂，钟夫翔任总支书记，王曙任校务处长。
1941年3月，晋察冀军区司令部三科材料股成立无线电研究组。1941年底太平洋战争爆发，部分国际友人在中国共产党帮助下逃离日占区北平、天津抵达晋察冀边区，其中有燕京大学物理系主任班威廉教授及夫人，经济系讲师林迈可及夫人。经聂荣臻司令员恳留，班威廉、林迈可成为无线电研究组的导师。1941年底各分区调至无线电研究组的人员陆续到达，共11人：组长张宾，副组长林爽，成员有刘兆生、常家明、潘家晋、张中甫、赵干青、史铁夫、刘坚、崔青吉、雷振武等9人。1942年3月，除研究组原全体成员11人外，还增加了陪班威廉夫妇、林迈可夫妇、从平西到晋察冀的王士光，以及晋察冀军区无线电训练班教务主任韩克树，这时研究组共13人。1943年春，晋察鲁豫又派5人参加学习：韩黎、吴本毅、吴立中、张芝荪、刘一青。另有金鑫来的时间比上述5人略早。此时研究组正式改称高级班。1943年反“扫荡”后期，在班威廉夫妇要求下，聂荣臻司令员派部队护送他们赴延安。后他们经重庆离开中国。此后研究组成员分到各地区、各部门工作。
1945年日本投降后，各解放区很快扩大，延安电讯工程专门学校派出大量人员赴前线工作，学校规模随之缩小。留校教员、学员在校长吴泽光率领下，至河北省，于1945年10月在河北省武安县百官村创建的“晋冀鲁豫军区通信学校”。校长兼政委吴泽光（晋冀鲁豫军区司令部三处处长兼），副校长梁骥，副政委贺伯升，教育科科长徐书洪，教务主任赵传璧。后任政委秦华礼。到1948年5月合并培养了500多名报务员。
1947年，晋冀鲁豫军区通讯学校（部分）与1938年成立的中央军委日文培训班，合并为中央军委外文训练班。晋冀鲁豫军区通信学校其余部分在1948年5月与晋冀鲁豫军区无线电机务训练队、晋察冀军区电讯工程专科学校、中央军委气象队、中央军委三局电讯队合并为“华北军区电讯工程专科学校”（简称“华北电专”），后少部分再次拆分中国人民解放军中原军区电信专科学校，并演变为今中国人民解放军信息支援部队工程大学。华北电专主体则成立变化为今天的西安电子科技大学。

### 北京校区（1949—1960年）
中央军委技术干部学校
- 1949年7月，中央军委外文训练班改建成为劳动大学外文训练班，校址在北京，隶属华北人民革命大学[1][5]。编为华北人民革命大学第四部，姜钟任主任、王道益任政委、王枚任教务长。

- 1951年5月，劳动大学外文训练班与张家口的中央军委工程学校（部分）合并，组建中央军委技术部干部学校，校址仍在北京[5]。
- 1953年3月，中央军委技术部干部学校大部，迁移驻地至陕西省西安市，后在1958年与迁至西安的中国人民解放军通信学院合并组建中国人民解放军通信兵学院（今西安电子科技大学）。北京的学校剩余部分在1957年与中央军委外国语文学校重新组建中国人民解放军外国语文专科学校，张中如任校长[6]。

中央军委工程学校和中央军委外国语文学校
1949年7月，华北电专、中央机要局所属机要干部学校、在哈尔滨的东北军区二局干部训练队迁至张家口。1949年10月中央军委工程学校完成筹建，中央军委正式公布了军委工程学校的一室、四处、六个大队及干部队、报训队、政训队、研究班和22个中队的组织机构。新学校定名为“中国人民革命军事委员会工程学校”（简称“军委工校”，对内称中央军委机要通信干部学校），直属中央军委领导。曹祥仁任校长兼政委，政治处主任贺伯升、副主任兼干部管理处处长康立泽，校办公室主任白枫（即余湛）/井润田，教务处长韩克树、副处长李树政，行政处长李振刚、副处长裴璧；教育长江钟。1949年11月27日举行全校师生员工近3000余人参加的开学典礼，毛泽东主席题词“全心全意为人民服务”，朱德总司令题词“学习科学技术，巩固人民国防”，聂荣臻代总长题词“树立埋头苦干实事求是的优良作风”。中央军委作战部长李涛、通信部长王诤，中央马列学院副教育长杨献珍、哲学教授艾思奇、政治经济学教授王学文、孙定国、陈家康等特意从北京赶来参加开学典礼并作专题报告，察哈尔省党政领导张苏省长、察哈尔军区王平司令员、孙敬文市长等也参加了开学典礼。。学生2747名，其中文化程度专科、大学25%，高中56%，初中以下19%。校址位于河北省张家口市桥东区东山坡原日本兵营基础上扩建。在张家口期间，除了新建了一座教学楼、一幢苏联顾问楼，后期盖了一幢宿舍楼外，院部和各部、处、系、教授会的办公室，医院、子弟小学和幼儿园的用房以及全院人员的宿舍，全部是利用日伪时期留下的旧营房。1950年3月曹祥仁调任中国驻保加利亚大使，毛泽东指示李涛兼任校长兼政委。1950年4月，军委工校结束政治学习阶段，学校进行新的调整，把六个大队分为三个部，开始进入专业学习。军委工校第一部便是通信工程专业部，第一部孙俊人，副主任韩克树。还设了机要工程、情报工程等部。1952年5月根据李涛的建议，中央军委命令，军委工程学校的一部改为中国人民解放军通信工程学院，二部改为中国人民解放军外语学院，三部改为中国人民解放军机要干部学校迁至长春。1953年，中国人民解放军外语学院改称“中央军委外国语文学校”。
中国人民解放军外国语文专科学校与中国人民解放军外国语文学院
- 1957年，北京的中央军委技术干部学校与中央军委外国语文学校合并为中国人民解放军外国语文专科学校，校址仍在北京，直属中国人民解放军总参谋部领导[5]。
- 1960年1月3日，升格中国人民解放军外国语文学院[5]。
- 1960年4月，校址迁至河北省张家口市[5]。

### 张家口校区（1960年—1969年）
中国人民解放军外国语文学院曾于1960年—1961年设于河北省张家口市
中国人民解放军外国语学院曾于1962年—1964年设于河北省张家口市
- 1960年4月，校址迁至河北省张家口市原军委工程学校旧址。[5]。
- 1961年10月19日，更名中国人民解放军张家口外国语文学院。
- 1962年，中国人民解放军南京外国语文学院撤编，移交给中国人民解放军张家口外国语文学院。7月，中国人民解放军张家口外国语文学院第一系从张家口迁至南京板桥镇[8]（即原中国人民解放军南京外国语文学院院址）。
- 1962年12月10日，更名中国人民解放军外国语学院。
- 1964年1月1日起，划归中国人民解放军总参谋部第三部。
- 1964年1月31日，更名中国人民解放军技术工程学院[5]。原中国人民解放军外国语学院第一系分出，改建中国人民解放军外国语文学院，后发展为中国人民解放军国际关系学院。
- 1969年，撤销中国人民解放军技术工程学院。7月，在原技术工程学院基础上，组建中国人民解放军第一外国语学校，迁河南省洛阳市[5]。

### 洛阳校区（1969年—2024年）

中国人民解放军外国语学院（1986年—2017年设于河南省洛阳市）校徽

中国人民解放军工程技术学院和中国人民解放军洛阳外国语学院
- 1969年7月，组建中国人民解放军第一外国语学校，迁河南省洛阳市[5]。
- 1975年4月14日，升格为中国人民解放军工程技术学院[5]。
- 1978年1月，中国人民解放军工程技术学院第五大队（无线电工程大队）奉命在河南省郑州市扩建为中国人民解放军工程技术学院[5]，原中国人民解放军工程技术学院洛阳留守部分改建“中国人民解放军洛阳外国语学院”。
- 1983年1月，中国人民解放军洛阳外国语学院应用数学系和信息处理系划归中国人民解放军工程技术学院领导，并迁至郑州[5]。

中国人民解放军外国语学院
- 1986年6月9日，中国人民解放军洛阳外国语学院更名中国人民解放军外国语学院[5]。继续隶属中国人民解放军总参谋部第三部，为正军级[9]。
- 2016年，在深化国防和军队改革中，由总参谋部第三部转隶中国人民解放军战略支援部队[10][11][12][13]。

中国人民解放军战略支援部队信息工程大学外国语学院
- 2017年，在深化国防和军队改革的院校合并改革中，以原中国人民解放军信息工程大学、中国人民解放军外国语学院为基础重建中国人民解放军战略支援部队信息工程大学，隶属中国人民解放军战略支援部队[14][15][16]。其中，以原驻地在洛阳的中国人民解放军外国语学院为基础，设立新的中国人民解放军战略支援部队信息工程大学外国语学院，对外名称中国人民解放军战略支援部队信息工程大学洛阳校区，保留外国语言文学类、军事外语学类、国际事务与国际关系类专业和侦查情报四个大项专业。语言工程类相关专业并入郑州本部的信息工程学院。[a][17]。原解放军外国语学院昆山校区（外训系）一并并入战略支援部队信息工程大学，成为大学直属外训大队。[18][19]

中国人民解放军国防科技大学国际关系学院（洛阳教学区）及中国人民解放军国防科技大学外国语学院洛阳校区
- 2023年8月，根据中央军事委员会命令，中国人民解放军战略支援部队信息工程大学外国语学院整体移交中国人民解放军国防科技大学国际关系学院，成为其洛阳教学区，对外名称中国人民解放军国防科技大学洛阳校区。[20][21][b]。之后，洛阳教学区与国际关系学院南京本部改组成立国防科技大学外国语学院，成为学院的洛阳校区。
- 自2023年8月调整开始，原国际关系学院洛阳教学区就逐步开始校内物资搬迁至南京的工作。[22][23]2024年4月，原主办单位隶属于战略支援部队信息工程大学的《解放军外国语学院学报》编辑部搬迁至南京，并更名为《外语导刊》，期刊主办单位隶属关系同时调整至国防科技大学。[24]至2024年8月，原洛阳教学区需搬迁物资全部搬迁完毕，剩余教具、物资、装备及土地和营房完成移交至信息工程大学并成立信息工程大学洛阳营区。9月，原外国语学院洛阳校区大门处已悬挂“信息工程大学洛阳营区”牌匾。[25]

### 南京校区（1952年—至今）

#### 1952年—1962年
中国人民解放军南京外国语文学院
- 1952年，中国人民解放军华东军区直属文化速成中学成立。校址设在南京山西路（该地址后为南京军区军人俱乐部）[8]。
- 1954年，校址迁至南京西郊上新河，改建中国人民解放军第十七文化速成中学，隶属华东军区[8]。
- 1954年，中国人民解放军第二十文化速成中学由扬州迁至南京西郊板桥镇原华东军区第三公安干部学校旧址[8]。
- 1959年12月，第十七、第二十文化速成中学合并为中国人民解放军第十七文化速成中学，以板桥镇为校址[8]。
- 1960年9月，改建中国人民解放军南京军区第一文化学校，负责南京军区营、团、师职干部文化教学[8]。
- 1961年12月，改建升格为中国人民解放军南京外国语文学院[8]。
- 1962年7月，撤编，移交给中国人民解放军外国语学院（此时主校区在张家口）[8]。

#### 1962年—2016年

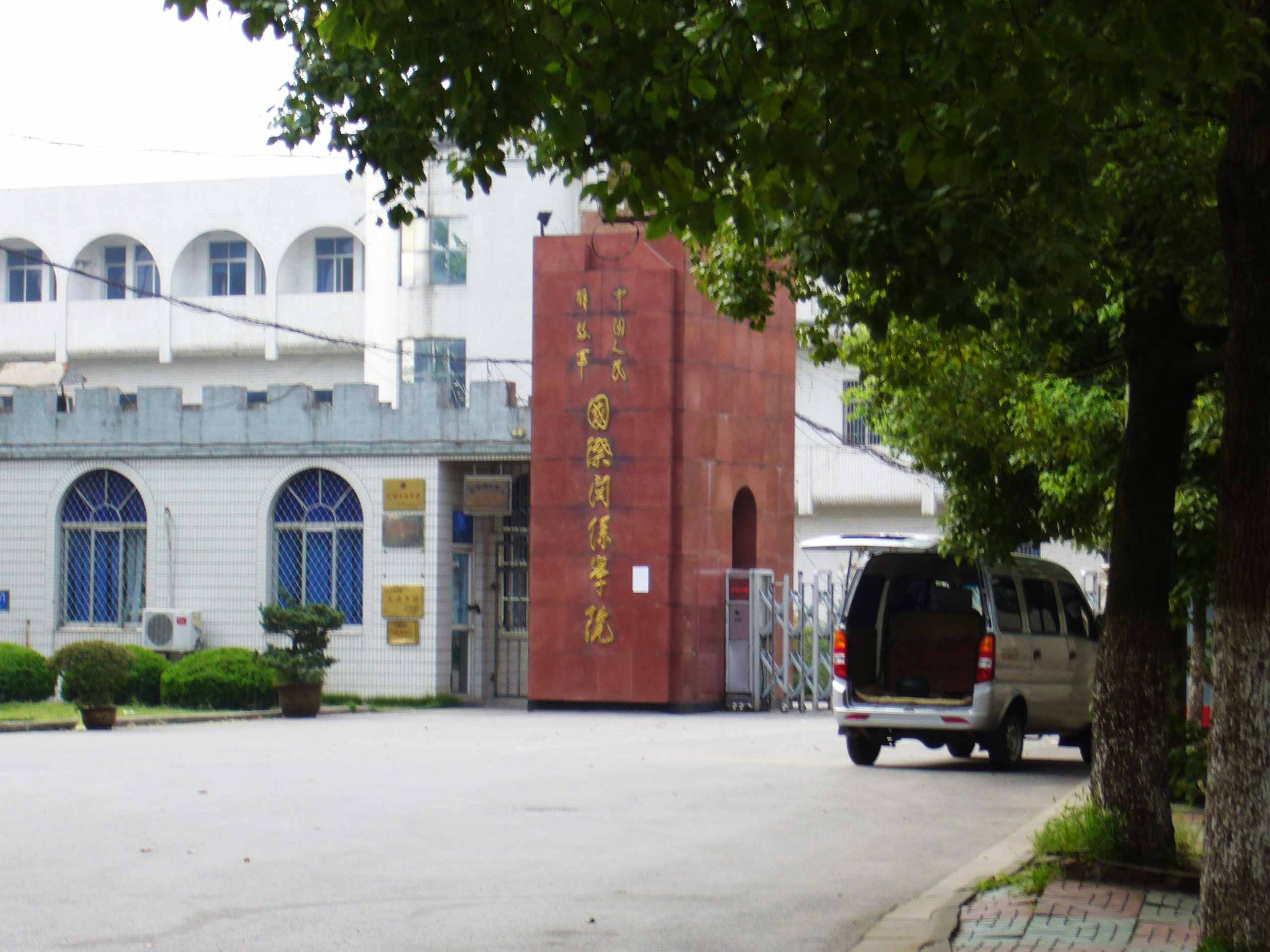
南京原解放军国际关系学院（2010年）

中国人民解放军外国语文学院曾于1964年—1969年设于江苏省南京市
中国人民解放军外国语学院曾于1976年—1978年设于江苏省南京市
中国人民解放军国际关系学院
- 1962年7月，中国人民解放军张家口外国语文学院第一系（1962年12月更名中国人民解放军外国语学院第一系）从张家口迁至南京板桥镇[8]（即原中国人民解放军南京外国语文学院院址）。
- 1964年，中国人民解放军外国语学院第一系扩建为中国人民解放军外国语文学院[8]。隶属总参二部。
- 1969年，改建中国人民解放军第二外国语学校[8]。
- 1976年，升格中国人民解放军外国语学院[8]。
- 1978年，改建中国人民解放军南京外国语学院[8]。
- 1986年，改建中国人民解放军国际关系学院[8][26]。隶属中国人民解放军总参谋部，正军级。
- 2016年1月，在深化国防和军队改革中，原上级单位中国人民解放军总参谋部撤销，转隶新组建的中央军事委员会训练管理部[27][28]。

中国人民解放军国防科技大学国际关系学院
- 2017年，在深化国防和军队改革中，中国人民解放军国防科学技术大学、中国人民解放军国际关系学院、中国人民解放军国防信息学院、中国人民解放军西安通信学院、中国人民解放军电子工程学院、中国人民解放军理工大学气象海洋学院为基础组建中国人民解放军国防科技大学。校本部设在长沙，内设学院位于长沙、南京、武汉、合肥等地[29]。其中，中国人民解放军国际关系学院改为中国人民解放军国防科技大学国际关系学院[30][31][32]。
- 2023年8月，根据中央军事委员会命令，中国人民解放军战略支援部队信息工程大学外国语学院整体移交中国人民解放军国防科技大学国际关系学院，对外名称中国人民解放军国防科技大学洛阳校区。[20][21][b]。

中国人民解放军国防科技大学外国语学院
- 2024年3月30日，国防科技大学在其研究生招生信息网发布信息，显示原国际关系学院更名为中国人民解放军国防科技大学外国语学院。同年4月2日，国防科技大学官方正式披露学校举行了外国语学院成立暨宣布命令大会，称“该学院主要以国防科技大学原国际关系学院、信息工程大学原洛阳校区主体调整组建。”[33]
- 2024年8月，原洛阳教学区需搬迁物资全部搬迁至南京校区，剩余教具、物资、装备及洛阳教学区土地和营房完成移交至信息工程大学。

### 昆明校区（1962年—至今）
- 1962年，原昆明军区步兵学校组建外训大队（第三大队），为解放军培养英语、老挝语、越南语、缅甸语和泰语等东南亚地区通用语言人才。
- 1965年，外训大队改编为中国人民解放军昆明外语专科学校，校址在昆明东郊八公里。
- 1969年，撤销昆明军区步兵学校和解放军昆明外语专科学校。
- 1974年，组建昆明军区军政干部学校，原解放军昆明外语专科学校师资力量从八公里搬迁至五华区北教场，同时被并入昆明军区军政干部学校。
- 1978年，昆明军区军政干部学校更名中国人民解放军昆明军区步兵学校。
- 1981年，解放军昆明军区步兵学校更名为中国人民解放军昆明陆军学校。
- 1986年，解放军昆明陆军学校升格为中国人民解放军昆明陆军学院。同年，昆明陆军学院外语专业教员、学员、校址、营房、教具、器械、装备、物资等移交至中国人民解放军国际关系学院，成立“中国人民解放军国际关系学院昆明分院”。[34]
- 2016年1月，跟随中国人民解放军国际关系学院隶属关系调整至中央军委训练管理部。
- 2017年，由中国人民解放军国际关系学院等院校参与组建中国人民解放军国防科技大学，解放军国际关系学院昆明分院更名为“中国人民解放军国防科技大学国际关系学院昆明分院”。
- 2024年4月，中国人民解放军国防科技大学外国语学院成立，国防科技大学国际关系学院昆明分院更名为“中国人民解放军国防科技大学外国语学院昆明校区”。

### 昆山校区（2024年—至今）
- 2024年6月，国防科技大学官网发布项目地址位于昆山的施工招标信息，[35]后根据苏州市退役军人事务局发布的微信公众号内容，确认原战略支援部队信息工程大学外训大队移交国防科技大学外国语学院，成为其昆山校区。[36]

## 专业设置
2024年重新组建时，中国人民解放军国防科技大学外国语学院设置外国语言文学类、军事外语学类、国际事务与国际关系类专业和侦查情报四个大项专业。

## 历任领导
中央军委外国语文学校
校长
- 张中如（1953年3月—1957年）[6]

中国人民解放军国际关系学院
| 院长 - 张英 少将（1964年3月—1969年10月，解放军外国语文学院院长；1968年8月—1970年12月，解放军外国语文学院革命委员会主任） - 刘志夫（1971年5月—1976年7月，解放军笫二外国语学校校长） - 张恒业（1976年6月—1983年6月，解放军外国语学院、解放军南京外国语学院院长） - 黄政基（1983年7月—1985年7月，解放军南京外国语学院院长） - 顾展宏 少将（1985年7月—1992年8月） - 罗宇栋 少将（1992年8月—11月；1995年12月—2001年7月） - 靳希民 少将（2001年7月—2004年5月） - 陈锋 少将（2004年5月—2009年7月） - 钱洪良 少将（2009年7月—2014年） - 刘峰 少将（2014年—2016年） - 王京武 少将（2016年—2017年） | 政治委员 - 夏琦（1966年5月—1969年10月，解放军外国语文学院政治委员） - 潘干（1969年11月—1976年7月，解放军笫二外国语学校政治委员） - 王天羿（1984年4月—1988年8月） - 李群 少将（1989年6月—1992年3月） - 姚科贵 少将（1992年3月—1996年5月） - 李而炳 少将（1996年5月—2005年） - 徐斌 少将（2005年2月—2010年10月） - 施培富 少将（2010年10月—2014年12月） - 孙湛修 少将（2014年12月—2017年） |

中国人民解放军外国语学院
| 院长 …… - 彭富九（1960年5月—1963年3月，兼任） - 钱江（1963年3月—1969年8月，兼任。1968年3月起为技术工程学院革命委员会主任） - 陈亚夫（1969年8月—1970年3月，技术工程学院革命委员会主任） - 赖石昂（1969年12月—1978年4月） - 尹耕莘（1979年6月—1983年9月） - 何晓晖（1983年9月—1985年7月） - 卞铁坚 少将（1985年7月—1995年8月） - 李致中 少将（1995年8月—1999年2月） - 张小阳 少将（1999年—2001年） - 吴国华 少将（2001年—2005年12月） - 王旭东 少将（2007年7月—2009年5月） - 李绍山 少将（2009年5月—2014年5月） - 孟繁浩 大校（2015年晋升少将）（2014年5月—2017年7月） | 政治委员 …… - 杨卓（1960年10月—1966年8月，政治委员；1966年8月—1969年11月，第一政治委员） - 陈亚夫（1966年8月—1969年11月，第二政治委员；1969年11月—1979年7月，政治委员，1976年5月起为兼任） - 屠廷容（1979年7月—1982年6月） - 刘海清（1983年9月—1985年7月） - 崔辉政 少将（1985年7月—1989年6月） - 刘基法 少将（1989年6月—1994年8月） - 刘德明 少将（1994年8月—1998年8月） - 孟忠明 少将（1998年8月—2002年） - 郑育文 少将（2002年—2009年10月） - 有令泉 大校（2009年10月—2010年4月） - 陆家源 少将（2010年4月—2013年9月） - 陈勉 少将（2013年9月—2017年7月） |

中国人民解放军战略支援部队信息工程大学外国语学院
| 院长 - 纪怀善 大校（2017年7月—2023年8月） | 政治委员 |

中国人民解放军国防科技大学国际关系学院
| 院长 - 王京武 少将 (2017年—2023年8月) - 王鑫 少将（2023年8月—2024年4月） | 政治委员 - 孙湛修（2017年—2019年） - 王学军 少将（？—2024年4月） |

中国人民解放军国防科技大学外国语学院
| 院长 - 王鑫 少将（2024年4月—） | 政治委员 - 王学军 少将（2024年4月—） |